# Кубачі
Кубачі — селище міського типу (раніше аул) в Дахадаєвському районі Дагестану. Утворює Кубачинське міське поселення.
Один з найбільших на Кавказі традиційних осередків художньої обробки металу, а також різьблення по каменю і дереву. З раннього Середньовіччя відомий виготовленням кольчуг і зброї.

## Населення
В основному кубачинці (самоназва «угбуган», субетнос даргинців, що говорить на кубачинському діалекті даргинської мови).